# Андреа Арнолд
Андреа Арнолд (енгл. Andrea Arnold; Дартфорд, 5. април 1961) је британска редитељка, сценаристкиња и бивша телевизијска глумица.
Током осамдесетих Арнолдова је тумачила улогу Дон Лоџ у британским серијама за децу Број 73 и 7Т3, али се 1998. године окренула филмским пројектима. Године 2003. режирала је кратки филм Оса, који јој је донео награду Оскар у категорији Најбољи играни кратки филм.
Након успеха са овим пројектом, Арнолдова се посветила режији дугометражних филмова. Трилер Улица ред роуд из 2006. године донео јој неколицину награда, укључујући БАФТУ за редитеља који највише обећава, као и награду жирија на Канском филмском фестивалу. Исту награду је освојила и за свој наредни пројекат - драму Акваријум из 2009. године са којом је постигла још већи успех и освојила БАФТУ за најбољи британски филм. Такође је режирала адаптацију романа Оркански висови Емили Бронте из 2011. године.